# Neodon clarkei
Neodon clarkei — вид гризунів родини Cricetidae. Зустрічається лише в Китаї. Названа на честь полковника Стівенсона Роберта Кларка.

## Спосіб життя
Про звички полівки Кларка доступна обмежена інформація. Вона мешкає в гірських районах на підстилці хвойних лісів на висоті від 3400 до 4290 метрів. На узліссях лісів вона також може проникати на більш відкриті ділянки.

## Характеристики
Полівка Кларка досягає довжини голови й тулуба від 11,4 до 13,4 сантиметрів, а хвоста — від 6,2 до 6,7 сантиметрів. Довжина задніх лап становить від 19 до 21 міліметра, а довжина вух — від 12 до 15 міліметрів. Зовні вона дуже схожа на полівку очеретяну (Microtus fortis), хоча забарвлення її спини менш жовте та скоріше червонувато-коричневе. Волосся на спині сіре біля основи та сріблясте на кінчику. Хвіст зверху коричневий, а знизу брудно-білий. Верхня поверхня лап і рук також сірувато-біла. Підошви задніх лап мають лише п'ять подушечок пальців, на відміну від звичайних шести.